# Erich Leo Lehmann
Erich Leo Lehmann (ur. 20 listopada 1917 w Strasbourgu, zm. 12 września 2009 w Berkeley) – amerykański statystyk. Współtwórca estymatora Hodgesa–Lehmanna oraz (wspólnie z Henrym Scheffé'm) twierdzenia Lehmanna–Scheffé'a.